# Marek Lewandowski (muzyk)
Marek Lewandowski (ur. 21 lutego 1950 w Warszawie, zm. 17 września 2022 tamże) – polski perkusista.

## Historia
Zadebiutował w estradowym zespole instrumentalno-wokalnym „Tornado” w styczniu 1966 roku. Napisano o nim w gazecie codziennej „Nowiny Rzeszowskie”, drukowanej w ówczesnym nakładzie 120 tys. egzemplarzy – w artykule pt. „Młodzieżowa Estrada”. Z tą grupą perkusista współpracował do końca 1969 roku.
Od początku 1970 roku rozpoczął kooperację z rockową „Grupą RH (-)”. Zespół ten w PRL-owskich warunkach przygotował pionierskie w kraju oratorium rockowe pt. „Wyprawa do Atlantydy”, w całości skomponowane przez muzyków zespołu – Jana Pileckiego i Zbigniewa Hołdysa; aranżacja zespołowa, libretto – Marek Malak. Jego prapremiera odbyła się w lipcu na festiwalu Fama '70 w Świnoujściu. Było wystawiane w dużych ośrodkach uniwersyteckich w kraju. W miesięczniku „Jazz – Rytm i Piosenka” dwukrotnie zamieszczono recenzję i informacje na temat działalności „Grupy RH-”. Na temat zespołu napisano również w studenckim magazynie „itd”, w artykule pt. „Wyprawa do widza”. W roku 1971 muzyk wraz z zespołem dokonał nagrań wybranych fragmentów oratorium w studiu radiowym Polskiego Radia na potrzeby rejestracji 20-minutowego koncertu Grupy RH (-) w TVP w programie Studio 2. W tym samym roku, perkusista obok Pawła Dąbrowskiego (gitara basowa) i Dariusza Kozakiewicza (gitara solowa), wziął udział w sesji nagraniowej muzyki do spektaklu teatralnego „Kartoteka” Tadeusza Różewicza w reżyserii Andrzeja Rozhina, debiutującego w tej roli w Teatrze Wybrzeże” w Gdańsku. Kolejne nagranie miało miejsce w 1972 roku i była to muzyka przeznaczona do spektaklu Teatru Gong 2 w Lublinie. W zespole Jana Pilckiego muzyk grał do końca jego istnienia, czyli do roku 1973 (obecnie nie ma pewności, czy nazwa oryginalna była używana do końca istnienia zespołu). W tym samym roku został powołany do służby wojskowej w jednostce w Wesołej k. Warszawy i włączony do garnizonowego zespołu muzycznego, z którym wygrał eliminacje w Warszawskim Okręgu Wojskowym do Festiwalu Piosenki Żołnierskiej w Kołobrzegu i w Połczynie (1975).
Od końca 1975 do połowy 1998 roku, brał udział w licznych imprezach estradowych i koncertach muzycznych, grając w zespołach akompaniujących piosenkarkom i piosenkarzom, a byli to: Joanna Rawik, Sława Przybylska, Elżbieta Igras, Andrzej Frajndt, Zbigniew Wodecki, Danuta Błażejczyk, Danuta Rinn, Andrzej Rosiewicz. W 1979 r. występował gościnnie z zespołem „Homo Homini” z którym zagrał ponad 100 koncertów, m.in. w Sali Kongresowej w Warszawie. W 1983 roku podpisał umowę z Pagartem i w efekcie współpracował w zespole Marka Wierońskiego „Trade Mark Group” w kraju, jak i w NRD. W latach 1984–1986 występował z grupą „Digital Dream” z którą występował w Finlandii i Norwegii. Od 1987 r. za pośrednictwem Pagartu rozpoczął wieloletnią współpracę z Austriacką Agencją Koncertową – „Ploner”, będąc liderem i perkusistą zespołu „Magic Box”, który występował w największych miastach Niemiec, Austrii i Szwajcarii. Jednocześnie w tym czasie nawiązał współpracę z Polskim Stowarzyszeniem Jazzowym. Od 1991 roku był perkusistą formacji „Kilimanjaro”, z którą jeździł w trasy koncertowe po Polsce i Szwajcarii.
Marek Lewandowski jest wymieniony w „Encyklopedii Polskiej Muzyki Rockowej – Rock’n’Roll 1959-1973 „, w indeksie nazw i nazwisk na str. 316 oraz w składzie zespołu „Grupa RH-” na str. 26. „Grupa RH- wymieniona jest również w kalendarium tej encyklopedii na str. 297 wskazującym datę i miejsce prapremiery ww. oratorium pt. „Wyprawa do Atlantydy”.